# National League Division Series 2011

Milwaukee Brewers Gewinner der NLDS 2

Die National League Division Series 2011 (NLDS) findet zwischen dem 1. und 7. Oktober 2011 statt und ist Teil der Postseason der MLB-Saison 2011. Mit ihr wird ermittelt, welche beiden Teams in der National League Championship Series 2011 gegeneinander antreten. An den beiden Best-of-Five-Serien nahmen wie in den Vorjahren die Sieger der drei Divisionen der National League sowie ein Wildcard-Team teil:
- Philadelphia Phillies (Sieger der Eastern Division, 102–60) gegen St. Louis Cardinals (als Wildcard-Team, 90-72);.
- Milwaukee Brewers (Sieger der Central Division, 96–66) gegen Arizona Diamondbacks (Sieger der West Division, 94–68);

Beide Begegnungen finden zum ersten Mal in der Postseason statt.

## Ergebnisübersicht

### Philadelphia Phillies gegen St. Louis Cardinals
| Spiel                              | Datum           | Ergebnis                                             | Gesamtstand (PHI – STL) | Ort                | Spielzeit | Zuschauer |
| ---------------------------------- | --------------- | ---------------------------------------------------- | ----------------------- | ------------------ | --------- | --------- |
| Spiel 1                            | 1. Oktober 2011 | St. Louis Cardinals – 6 @ Philadelphia Phillies – 11 | 1 – 0                   | Citizens Bank Park | 2:55      | 46.480    |
| Spiel 2                            | 2. Oktober 2011 | St. Louis Cardinals – 5 @ Philadelphia Phillies – 4  | 1 – 1                   | Citizens Bank Park | 3:22      | 46.575    |
| Spiel 3                            | 4. Oktober 2011 | Philadelphia Phillies – 3 @ St. Louis Cardinals – 2  | 2 – 1                   | Busch Stadium      | 3:13      | 46.914    |
| Spiel 4                            | 5. Oktober 2011 | Philadelphia Phillies – 3 @ St. Louis Cardinals – 5  | 2 – 2                   | Busch Stadium      | 2:34      | 47.071    |
| Spiel 5                            | 7. Oktober 2011 | St. Louis Cardinals – 1 @ Philadelphia Phillies – 0  | 2 – 3                   | Citizens Bank Park | 2:29      | 46.530    |
| St. Louis Cardinals gewinnen 3 – 2 |                 |                                                      |                         |                    |           |           |

### Milwaukee Brewers gegen Arizona Diamondbacks
| Spiel                            | Datum           | Ergebnis                                          | Gesamtstand (MIL – ARI) | Ort         | Spielzeit | Zuschauer |
| -------------------------------- | --------------- | ------------------------------------------------- | ----------------------- | ----------- | --------- | --------- |
| Spiel 1                          | 1. Oktober 2011 | Arizona Diamondbacks – 1 @ Milwaukee Brewers – 4  | 1 – 0                   | Miller Park | 2:44      | 44.122    |
| Spiel 2                          | 2. Oktober 2011 | Arizona Diamondbacks – 4 @ Milwaukee Brewers – 9  | 2 – 0                   | Miller Park | 3:29      | 44.066    |
| Spiel 3                          | 4. Oktober 2011 | Milwaukee Brewers – 1 @ Arizona Diamondbacks – 8  | 2 – 1                   | Chase Field | 3:01      | 48.312    |
| Spiel 4                          | 5. Oktober 2011 | Milwaukee Brewers – 6 @ Arizona Diamondbacks – 10 | 2 – 2                   | Chase Field | 3:25      | 38.830    |
| Spiel 5                          | 7. Oktober 2011 | Arizona Diamondbacks – 2 @ Milwaukee Brewers – 3  | 3 – 2                   | Miller Park | 3:43      | 44.028    |
| Milwaukee Brewers gewinnen 3 – 2 |                 |                                                   |                         |             |           |           |

## Philadelphia Phillies gegen St. Louis Cardinals

### Spiel 1, 1. Oktober 2011
17:07 EDT, Citizens Bank Park in Philadelphia, Pennsylvania
| Team         | 1 | 2 | 3 | 4 | 5 | 6 | 7 | 8 | 9 | R  | H  | E |
| ------------ | - | - | - | - | - | - | - | - | - | -- | -- | - |
| St. Louis    | 3 | 0 | 0 | 0 | 0 | 0 | 0 | 0 | 3 | 6  | 7  | 1 |
| Philadelphia | 0 | 0 | 0 | 1 | 0 | 5 | 3 | 2 | X | 11 | 14 | 0 |

WP: Roy Halladay (1-0)   LP: Kyle Lohse (0-1)  
Das Spiel begann traumhaft für die Cardinals, nachdem Lance Berkman einen Drei-Run-Home-Run erzielt hat. Danach aber kamen die Minuten für die Gastgeber aus Philadelphia. Shane Victorinos RBI in der vierten Inning und Ryan Howards und Raúl Ibañezs Home-Runs in der sechsten Inning drehten das Spiel für die Phillies. Das Homerun von Ibañez war auch die letzte Spielhandlung für Kyle Lohse, der sofort das Spiel verließ. In den nächsten zwei Innings erzielten die Phillies noch 5 Runs, die von dem Adron Chambers’ RBI und Skip Schumakers 2 RBIs in den neunten Inning nicht nachgeholt werden konnten.

### Spiel 2, 2. Oktober 2011
20:07 EDT, Citizens Bank Park in Philadelphia, Pennsylvania
| Team         | 1 | 2 | 3 | 4 | 5 | 6 | 7 | 8 | 9 | R | H  | E |
| ------------ | - | - | - | - | - | - | - | - | - | - | -- | - |
| St. Louis    | 0 | 0 | 0 | 3 | 0 | 1 | 1 | 0 | 0 | 5 | 13 | 0 |
| Philadelphia | 3 | 1 | 0 | 0 | 0 | 0 | 0 | 0 | 0 | 4 | 6  | 0 |

WP: Octavio Dotel (1-0)   LP: Cliff Lee (0-1)  SV: Jason Motte (1)  

### Spiel 3, 4. Oktober 2011
17:07 EDT, Busch Stadium in St. Louis, Missouri
| Team         | 1 | 2 | 3 | 4 | 5 | 6 | 7 | 8 | 9 | R | H  | E |
| ------------ | - | - | - | - | - | - | - | - | - | - | -- | - |
| Philadelphia | 0 | 0 | 0 | 0 | 0 | 0 | 3 | 0 | 0 | 3 | 7  | 0 |
| St. Louis    | 0 | 0 | 0 | 0 | 0 | 0 | 1 | 0 | 1 | 2 | 12 | 0 |

WP: Cole Hamels (1-0)   LP: Jaime García (0-1)  SV: Ryan Madson (1)  

### Spiel 4, 5. Oktober 2011
18:07 EDT, Busch Stadium in St. Louis, Missouri
| Team         | 1 | 2 | 3 | 4 | 5 | 6 | 7 | 8 | 9 | R | H | E |
| ------------ | - | - | - | - | - | - | - | - | - | - | - | - |
| Philadelphia | 2 | 0 | 0 | 0 | 0 | 0 | 0 | 1 | 0 | 3 | 7 | 1 |
| St. Louis    | 1 | 0 | 0 | 2 | 0 | 2 | 0 | 0 | X | 5 | 6 | 0 |

WP: Edwin Jackson (1-0)   LP: Roy Oswalt (0-1)  SV: Jason Motte (2)  

### Spiel 5, 7. Oktober 2011
20:37 EDT, Citizens Bank Park in Philadelphia, Pennsylvania
| Team         | 1 | 2 | 3 | 4 | 5 | 6 | 7 | 8 | 9 | R | H | E |
| ------------ | - | - | - | - | - | - | - | - | - | - | - | - |
| St. Louis    | 1 | 0 | 0 | 0 | 0 | 0 | 0 | 0 | 0 | 1 | 6 | 1 |
| Philadelphia | 0 | 0 | 0 | 0 | 0 | 0 | 0 | 0 | 0 | 0 | 3 | 2 |

WP: Chris Carpenter (1-0)   LP: Roy Halladay (1-1)  

### Zusammenfassung der Ergebnisse
2011 NLDS (3–2): St. Louis Cardinals besiegen Philadelphia Phillies
| Team                  | 1 | 2 | 3 | 4 | 5 | 6 | 7 | 8 | 9 | R  | H  | E |
| --------------------- | - | - | - | - | - | - | - | - | - | -- | -- | - |
| Philadelphia Phillies | 5 | 1 | 0 | 1 | 0 | 5 | 6 | 3 | 0 | 21 | 37 | 3 |
| St. Louis Cardinals   | 5 | 0 | 0 | 5 | 0 | 3 | 2 | 0 | 4 | 19 | 44 | 2 |

Zuschauer insgesamt:233.570  Durchschnittliche Zuschauerzahl:46.714

## Milwaukee Brewers gegen Arizona Diamondbacks

### Spiel 1, 1. Oktober 2011
14:07 EDT, Miller Park in Milwaukee, Wisconsin
| Team      | 1 | 2 | 3 | 4 | 5 | 6 | 7 | 8 | 9 | R | H | E |
| --------- | - | - | - | - | - | - | - | - | - | - | - | - |
| Arizona   | 0 | 0 | 0 | 0 | 0 | 0 | 0 | 1 | 0 | 1 | 4 | 0 |
| Milwaukee | 0 | 0 | 0 | 1 | 0 | 1 | 2 | 0 | X | 4 | 8 | 0 |

WP: Yovani Gallardo (1-0)   LP: Ian Kennedy (0-1)  SV: John Axford (1)  
Im Spiel 1 begann für die Diamondbacks der 21-fache Sieger Ian Kennedy gegen den Yovani Gallardo von der Brewers. Milwaukee haben ihre Chancen besser genutzt, nachdem Ryan Braun (3 Hits) und Prince Fielder (Zwei-Run Homerun) vier Runs erzielt haben. Gallardo war für acht Innings eingesetzt, danach hat John Axford das Spiel erfolgreich abgeschlossen.

### Spiel 2, 2. Oktober 2011
16:37 EDT, Miller Park in Milwaukee, Wisconsin
| Team      | 1 | 2 | 3 | 4 | 5 | 6 | 7 | 8 | 9 | R | H  | E |
| --------- | - | - | - | - | - | - | - | - | - | - | -- | - |
| Arizona   | 0 | 1 | 0 | 1 | 2 | 0 | 0 | 0 | 0 | 4 | 10 | 1 |
| Milwaukee | 2 | 0 | 2 | 0 | 0 | 5 | 0 | 0 | X | 9 | 12 | 1 |

WP: Takashi Saito (1-0)   LP: Daniel Hudson (0-1)  

### Spiel 3, 4. Oktober 2011
21:37 EDT, Chase Field in Phoenix, Arizona
| Team      | 1 | 2 | 3 | 4 | 5 | 6 | 7 | 8 | 9 | R | H  | E |
| --------- | - | - | - | - | - | - | - | - | - | - | -- | - |
| Milwaukee | 0 | 0 | 1 | 0 | 0 | 0 | 0 | 0 | 0 | 1 | 3  | 1 |
| Arizona   | 2 | 0 | 1 | 0 | 5 | 0 | 0 | 0 | X | 8 | 11 | 0 |

WP: Josh Collmenter (1-0)   LP: Shaun Marcum (0-1)  

### Spiel 4, 5. Oktober 2011
21:37 EDT, Chase Field in Phoenix, Arizona
| Team      | 1 | 2 | 3 | 4 | 5 | 6 | 7 | 8 | 9 | R  | H  | E |
| --------- | - | - | - | - | - | - | - | - | - | -- | -- | - |
| Milwaukee | 1 | 1 | 1 | 0 | 0 | 1 | 0 | 2 | 0 | 6  | 11 | 1 |
| Arizona   | 5 | 0 | 2 | 0 | 0 | 1 | 2 | 0 | X | 10 | 13 | 0 |

WP: Micah Owings (1-0)   LP: Randy Wolf (0-1)  

### Spiel 5, 7. Oktober 2011
17:00 EDT, Miller Park in Milwaukee, Wisconsin
| Team      | 1 | 2 | 3 | 4 | 5 | 6 | 7 | 8 | 9 | 10 | R | H  | E |
| --------- | - | - | - | - | - | - | - | - | - | -- | - | -- | - |
| Arizona   | 0 | 0 | 1 | 0 | 0 | 0 | 0 | 0 | 1 | 0  | 2 | 10 | 0 |
| Milwaukee | 0 | 0 | 0 | 1 | 0 | 1 | 0 | 0 | 0 | 1  | 3 | 7  | 0 |

WP: John Axford (1-0)   LP: J. J. Putz (0-1)  

### Zusammenfassung der Ergebnisse
2011 NLDS (3–2): Milwaukee Brewers besiegen Arizona Diamondbacks
| Team                 | 1 | 2 | 3 | 4 | 5 | 6 | 7 | 8 | 9 | 10 | R  | H  | E |
| -------------------- | - | - | - | - | - | - | - | - | - | -- | -- | -- | - |
| Milwaukee Brewers    | 3 | 1 | 4 | 2 | 0 | 8 | 2 | 2 | 0 | 1  | 23 | 41 | 3 |
| Arizona Diamondbacks | 7 | 1 | 4 | 1 | 7 | 1 | 2 | 1 | 0 | 0  | 25 | 48 | 1 |

Zuschauer insgesamt:175.330  Durchschnittliche Zuschauerzahl:43.832